# Verba (гурт)
Verba — російська post-rock група.

## Історія групи
Група Verba утворена в Москві в 2003 році. Тодішню стилістику команди можна охарактеризувати як атмосферну гітарну музику з елементами пост-панка, психоделіки і готики. У 2005 році в рамках проєкту «Великий німий», встановленого журналом Rolling Stone і лінією «Інше кіно», Verba написала музику до картини 1918-го року «Мовчи, смуток, мовчи» з Вірою Холодною в головній ролі. Фільм з саундтреком був виданий на DVD, а компакт-диск з музикою для фільму став першим альбомом в дискографиї групи.
На сьогодні тиражі і CD, і DVD повністю розпродані. Покази «Мовчи смуток, мовчи» з «живим супроводом» Verba успішно пройшли в Москві, Санкт-Петербурзі, Улан-Уде і Іркутську.
У 2007 році Verba зазнала істотні зміни в складі, після чого досить тривалий час не виступала. До активної концертної діяльності група повернулася весною 2008 років, а на початку літа, за пропозицією Музею Кіно озвучила ще один німий фільм — «Сорок Перший», по однойменній повісті Бориса Лавренєва. Прем'єрний показ відбувся в рамках Московського Міжнародного Книжкового Фестивалю.
Нова концертна програма — принципово новий саунд. Музика групи стала ще більш еклектичною, різноплановою і контрастною, збагатила електронікою, і тепер тягнеться в діапазоні від прозорої ембіентної психоделії і відчуженого пост-панка до лютих постметалевих рифів.
У липні 2008 року Ольга Пулатова на сольному концерті в Одесі анонсувала новий проєкт, дебютний виступ якого мав відбутися у серпні на фестивалі «Інтерференція». Цим проєктом виявилася співпраця з московською пост-рок групою Verba, що отримало назву «Verba feat. О. Пулатова». У листопаді 2009 року цим проєктом було випущено інтернет-сингл «Лунатик». У вересні 2010 року проєкт «Verba feat. О. Пулатова» випустив свій перший спільний альбом «Внутрішній космос». 17 лютого 2011 було випущено другу частину альбому, EP під назвою «Внутрішній космос. Темна сторона».
У лютому 2010 року гурт Verba випустив свій другий студійний альбом — Tok.
23 березня 2011 року в офіційному блозі гурту було заявлено про зміну його складу і припинення існування колективу під назвою Verba. Далі музиканти будуть працювати у двох проєктах: «Verba & Оля Пулатова» і «Reverba».

## Учасники проєкту

### Нинішні
- Ілля Зінін — гітара
- Павло Макаров — барабани
- Юрій Мєшков — бас
- Денис «Дон» Дубовик — гітара, клавішні

### Колишні
- Олексій Дорофєєв — бас
- Михайло Мясоєдов — електроніка, спецефекти
- Євгеній Лі — клавішні, електроніка
- Дмитро Дроздов — барабани
- Андрій Головін — відеоарт

## Дискографія

### Verba
- 2005 — Молчи, грусть, молчи. Музыка для фильма[6]
- 2010 — Tok[7]

### Verba & Оля Пулатова
- 2009 — Лунатик (EP)[1]
- 2010 — Внутренний Космос[8]
- 2011 — Внутренний Космос. Темная Сторона (EP)[3]